# Купьеваха (Богодуховский район)
Купьеваха (укр. Куп'єваха) — село,
Купьевахский сельский совет,
Богодуховский район,
Харьковская область, Украина.
Код КОАТУУ — 6320885501. Население по переписи 2001 г. составляет 391 (172/219 м/ж) человек.
Является административным центром Купьевахского сельского совета, в который не входят другие населённые пункты.

## Географическое положение
Село Купьеваха находится на обоих берегах реки Березовка, преимущественно на левом берегу.
Село вытянуто вдоль реки на ~6 км.
Река и её притоки протекают по балким Байрак, Долгая, Чапайдина, Гончарова на которых созданы многочисленные запруды.
В 4-х км находится железнодорожная станция Купьеваха.
Через село проходит автомобильная дорога Р-46.

## История
- 1696 — дата основания[1].
- 1943 — Курская битва.

## Экономика
ЧП «Тарасовка», СФГ Гапонцева В. Б.,СФГ «вера», СФГ «Зірка», СФГ «Проминь».

## Достопримечательности
- Братская могила советских воинов и Памятный знак воинам-односельчанам. Похоронено 142 воина.